# Miridiba diversiceps
Miridiba diversiceps är en skalbaggsart som beskrevs av Moser 1912. Miridiba diversiceps ingår i släktet Miridiba och familjen Melolonthidae. Inga underarter finns listade i Catalogue of Life.